# Berlin lebt (Lied)
Berlin lebt ist ein Lied des ukrainischen Deutschrappers Capital Bra aus dem Jahr 2018.

## Entstehung und Veröffentlichung
Der Liedtext wurde vom Interpreten Vladislav Balovatsky (Capital Bra) selbst verfasst, während die Musik von David Kraft und Tim Wilke vom Produzentenduo The Cratez komponiert wurde. The Cratez zeichnete zudem auch für die Produktion verantwortlich.
Die Erstveröffentlichung von Berlin lebt erfolgte als Single am 8. Juni 2018 bei Team Kuku. Diese erschien als digitaler Einzeltrack zum Download und Streaming. Am 22. Juni 2018 erschien das Lied als Teil von Capital Bras vierten Studioalbum Berlin lebt (Katalognummer: 1 90758 51612 7), dessen vierte Singleauskopplung es ist.

## Inhalt
Berlin lebt ist eine Berlin-Hommage und des Straßenleben in der Stadt. Das Lied thematisiert Stolz auf die Stadt, Herausforderungen des Straßenlebens, Capital Bras Aufstieg zum Erfolg und die Konsumkultur, die mit diesem Lebensstil einhergeht:

„Drück’ den AMG 300 und die Erde bebt (Braa).
Ich komm’ auf die Bühne und schrei’: Berlin lebt!
Alles ändert sich, doch niemals Capis Qualität (Qualität).
Ich komm’ auf die Bühne und schrei’: Berlin lebt!
Ghetto, Ghetto, weil in meiner Welt nur Para zählt (Ja, bra).
Ich komm’ auf die Bühne und schrei’: Berlin lebt!
Kein’n deutschen Pass, Kolleg, der Schriftantrag wurd’ abgelehnt (Hahaha).
Ich komm’ auf die Bühne und schrei.“

## Kommerzieller Erfolg

### Chartplatzierungen
| ChartsChartplatzierungen | Höchstplatzierung | Wochen |
| ------------------------ | ----------------- | ------ |
| Deutschland (GfK)        | 1 (16 Wo.)        | 16     |
| Österreich (Ö3)          | 1 (13 Wo.)        | 13     |
| Schweiz (IFPI)           | 2 (8 Wo.)         | 8      |

| ChartsJahrescharts (2018) | Platzierung |
| ------------------------- | ----------- |
| Deutschland (GfK)         | 88          |
| Österreich (Ö3)           | 69          |

Auf der Streaming-Plattform Spotify verzeichnet der Song mehr als 84 Millionen Aufrufe (Stand: Mai 2025).

### Auszeichnungen für Verkäufe
| Land/Region        | Auszeichnungen für Musikverkäufe (Land/Region, Auszeichnung, Verkäufe) | Verkäufe |
| ------------------ | ---------------------------------------------------------------------- | -------- |
| Deutschland (BVMI) | Gold                                                                   | 200.000  |
| Insgesamt          | 1× Gold ·                                                              | 200.000  |